# Beihefte zum Botanischen Centralblatt
Beihefte zum Botanischen Centralblatt – niemieckie czasopismo botaniczne wydawane w latach 1891–1940. Ukazywało się nieregularnie, zwykle corocznie, choć bywały lata, gdy nie ukazało się wcale (1916, 1926) i lata gdy wydawano trzy numery (1903, 1909, 1933). W sumie ukazało się 60 numerów, z czego 42 w dwóch odrębnych sekcjach. Wydawane było początkowo w Kassel, od nr 12 (1902) w Jenie, od nr 18 (1905) w Lipsku, od nr 20 (1906) w Dreźnie.

## Zawartość
Do tomu 9 (1900) czasopismo zawierało wyłącznie zestawienia bibliograficzne bieżącego piśmiennictwa botanicznego ze świata wraz ze streszczeniami. Spis not bibliograficznych ze streszczeniami uporządkowany jest w następujące działy: „Historia botaniki”, „Nomenklatura i terminologia”, „Rośliny zarodnikowe ogólnie”, „Glony”, „Grzyby”, „Porosty”, „Mszaki”, „Paprotniki”, „Fizjologia, biologia, anatomia i morfologia”, „Systematyka i fitogeografia”, „Botanika farmaceutyczna”, „Botanika stosowana”, „Ogrody i instytuty botaniczne”, „Metody i instrumenty badawcze”. 
Od tomu 10 (1901) publikowane były także oryginalne prace naukowe z zakresu botaniki, a na stronie tytułowej pojawił się podtytuł „Original-Arbeiten. Herausgegeben unter Mitwirkung zahlreicher Gelehrten von (...)”. 
Od tomu 18 (1905) czasopismo zaczęło ukazywać się w dwóch odrębnych sekcjach. Początkowo oznaczane były one jako sekcja pierwsza i druga ("Erste Abteilung: Anatomie, Histologie, Morphologie und Physiologie der Pflanzen" oraz "Zweite Abteilung: Systematik, Pflanzengeographie, angewandte Botanik etc."). Od tomu 52 (1933) obie sekcje oznaczane są jako "Abteilung A" i "Abteilung B".

## Redakcja
Od pierwszego numeru redaktorami wydawnictwa byli Oscar Uhlworm i Friedrich Georg Kohl. Po podziale na dwie sekcje wspólnie redagowali sekcję pierwszą do nr 25 (1910). Kolejne wydania tej sekcji Uhlworm redagował samodzielnie do nr 39 (1923). Sekcję drugą Uhlworm początkowo redagował samodzielnie, później od nr 20 (1906) we współpracy z Hansem Schinzem. Od nr 40 (1924) obie sekcje redagował Uhlworm wspólnie z Adolfem Pascherem. Od numeru 46 (1930), po śmierci Uhlworma, Pascher został samodzielnym redaktorem. Na pierwszej stronie czasopisma pojawił się podtytuł „Poświęcone Oskarowi Uhlwormowi” (Begründet von O. Uhlworm).